# Guiomar Mendes de Sousa
Guiomar Mendes de Sousa (c.1170? - depois de 1237) foi uma rica-dona portuguesa, que presenciou não só a queda da família do marido como também a fase de maior independência da sua própria família face ao poder régio, por entre o auge do poderio senhorial que se fez sentir durante a fase final do reinado de Sancho II de Portugal. 

## Primeiros anos
Guiomar Mendes era filha do conde Mendo Gonçalves I de Sousa e da sua consorte Maria Rodrigues Veloso. O conde era por sua vez filho do célebre Gonçalo Mendes I O Bom. Guiomar pertencia assim a uma das mais prestigiadas famílias aristocratas portuguesas dos séculos XII e XIII. Terá nascido por volta da década de 70 do século XII.

## O testamento de Sancho I e o conflito sucessório

### Antecedentes: o testamento e a divergência nobiliárquica
Companheiro de armas e mordomo de Sancho I, o irmão de Guiomar, Gonçalo, foi, juntamente com Lourenço Soares de Ribadouro, Gonçalo Soares, Pedro Afonso de Ribadouro, e Martim Fernandes de Riba de Vizela, executor testamentário daquele rei. Teria de fazer valer os direitos do rei no caso de o seu testamento não se cumprisse como o mesmo havia estipulado. O infante não concordou com o testamento deixado pelo pai, no qual teria de ceder terras às suas irmãs, equiparadas a ele em título, e recusou cumpri-lo.
Desta forma, os primeiros anos do reinado do sucessor, Afonso II de Portugal, foram marcados por violentos conflitos internos entre o rei e as suas irmãs Mafalda, Teresa e Santa Sancha de Portugal, a quem Sancho legara em testamento, sob o título de rainhas, a posse dos castelos de Montemor-o-Velho, Seia e Alenquer, com as respectivas vilas, termos, alcaidarias e rendimentos. Ora, Afonso, tentando evitar a supremacia da influência dos nobres no seu governo, pretendia centralizar o seu poder, mas para isso incorria contra as irmãs e em último caso contra o testamento paterno, do qual Gonçalo ficara encarregue de defender. Este, como executor testamentário, e talvez por ter sido um grande companheiro do rei, foi o que mais agiu em defesa das últimas vontades de Sancho, empenhando-se em fazê-las cumprir e jurá-las solenemente. Assim é perfeitamente compreensível que Gonçalo tivesse defendido intensamente a posição das infantas, sobretudo nas terras onde dominava como tenente: Montemor-o-Novo, Sesimbra, Lisboa, Sintra, Torres Vedras, Abrantes e Óbidos, além das já referidas, inaugurando um período no qual os Sousas, firmes apoiantes da realeza portuguesa, se lhe opunham pela primeira vez.
Alguns dos cinco grandes nobres citados juntaram-se a ele na defesa da posição das três rainhas de Portugal: Teresa, Sancha e Mafalda. Mas alguns permaneceram do lado do rei: sabe-se que Lourenço Soares de Ribadouro se terá mantido do lado do novo rei, sendo esta posição também compreensível dado o estreito vínculo que unia a Casa de Ribadouro à Casa Real: Afonso I de Portugal fora pupilo de Egas Moniz, o Aio; e mais tarde várias damas daquela família haviam educado infantes (como o caso de Urraca Viegas de Ribadouro, tia de Lourenço, que educara a Rainha Mafalda).

### O conflito
A posição de Gonçalo teve consequências imediatas para a famíliaː a sua saída do cargo de mordomo, no qual é substituído por Martim Fernandes, levou a que assumisse abertamente como a causa das infantas irmãs do rei, e como acérrimo inimigo da política centralizadora de Afonso II.
No ano seguinte, em 1212, Afonso II intimou as irmãs para que que lhe fizessem restituição das terras herdadas. Em respostas, as três infantas-rainhas, Teresa, Sancha e Mafalda, recolheram-se ao fortíssimo e quase inexpugnável castelo de Montemor-o-Velho, que era da primeira e estava guardado por Gonçalo. As tropas reais, chefiadas por Martim Anes de Riba de Vizela, fizeram frente às comandadas por Gonçalo.
Este conflito seria resolvido com intervenção do Papa Inocêncio III; o rei indemnizaria as infantas com uma soma considerável de dinheiro, e a guarnição dos castelos foi confiada a cavaleiros templários, mas era o rei que exercia as funções soberanas sobre as terras e não as infantas. Porém os Sousas seriam renegados durante todo o reinado, e assim sendo saíram de Portugal, refugiando-se em outras cortes peninsulares.

### Ainvasãode Maria Pais Ribeira
À morte de Sancho I, Guiomar e o marido, João Pires da Maia, não teriam presentes os problemas políticos da família de Sousa, mas também a sua situação estava prestes a complicar-se: começaram as prepotências de novos senhores, entre eles, a celebrada Maria Pais Ribeira, amante do falecido Sancho I, que passou a residir em Vila do Conde, na foz do rio Ave e, como senhora da sua margem esquerda, demandava dos barcos de comércio que aí aportavam tributos avultados, através do seu mordomo, por forma que a atividade decaiu quase por completo, perdendo-se assim boa parte dos resultados da administração de João Pires.

## Do regresso da família à viuvezː últimos anos
A morte prematura de Afonso II em 1223 permitiu o regresso dos Sousas, que aproveitaram a menoridade de Sancho II de Portugal para readquirirem influência. De facto, no assento da demanda entre as infantas e a coroa, estabelecida em 1223, reinando já Sancho II, e com a qual afirmava a infanta-rainha Mafalda que o castelo de Montemor poderia ser entregue a oito fidalgos, entre eles alguns dos irmãos e ainda o marido de Guiomar, que surge a confirmar várias escrituras régias da referida menoridade, como a carta de couto ao mosteiro de Tarouquela (dezembro de 1224), o foral de Santa Cruz de Vilariça (junho de 1225), e o de Marvão (1226).

### O patrocínio Sousão da cultura

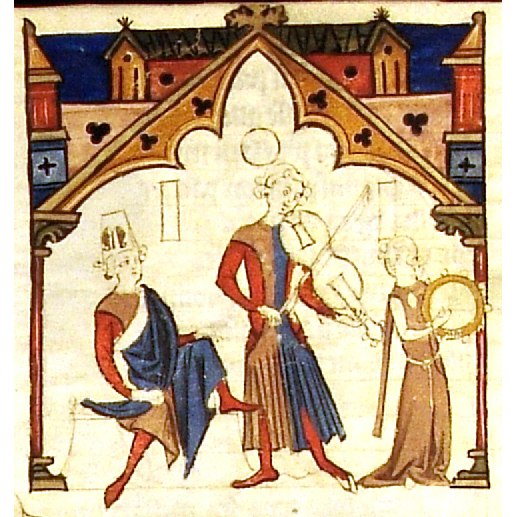
Trovadores, representados no Cancioneiro da Ajuda.

Cedo as suas filhas ficaram órfãs de pai, tendo sido determinado (decisão esta que constituiria um caso excecional) que após a morte do pai (c.1226), as filhas ficariam a cargo da família materna, isto é, a Casa de Sousa. Guiomar trouxe, então, as filhas para junto da sua própria família.
A família de Sousa, embora em declínio político, era a maior patrocinadora da trovadorismo, e os irmãos e sobrinhos de Guiomar estavam muito ligados a esta atividadeː Gonçalo Mendes e Garcia Mendes II, Gonçalo Garcia e Fernão Garcia. Gonçalo Mendes armaria ainda cavaleiro Gonçalo Gomes de Briteiros, irmão do trovador Rui Gomes de Briteiros. 
O ambiente geralmente régio em que se centrava esta atividade deparava-se em Portugal com um ambiente mais senhorial, que era o que de facto recebia e fazia florescer o trovadorismo, na língua vernácula (galego-português), em oposição à preferência da cúria régia pelo latim tradicional que continuava a manifestar-se em documentos desta proveniência.

### O rapto da filha
Segundo os Livros de Linhagens, A sua filha Elvira teria sido raptada por Rui Gomes de Briteiros, que contrariamente ao habitual, não foi alvo de qualquer desafio ou ameaça por parte da família que a raptou (os Sousas).  Note-se que o mais antigo destes, o Livro Velho de Linhagens, nem sequer o menciona. Alguns autores defendem a teoria de que o facto de não ter sido vítima de qualquer revelia de tal ato poderia dever-se ao facto de estar relacionado da família da raptadaː Rui Gomes era irmão de Gonçalo, armado cavaleiro por Gonçalo Mendes II, e fazia parte do séquito militar da família de Sousa. De qualquer forma, tendo ou não ocorrido, tal evento é datado por volta de 1230, portanto ainda em vida de Guiomar. 

### Morte
Embora parte de uma família tradicionalmente poderosa, não se conhecem muitos bens de Guiomarː sabe-se que os teve em Lavra, Labruja e Novelas, tendo em 1237 doado um terço da igreja de Novelas ao Mosteiro de Bustelo.. Este é um dos últimos documentos que assina, pelo que Guiomar terá falecido pouco depois desta data.

## Matrimónio e descendência
Guiomar desposou João Pires da Maia, senhor da Maia, filho de Pedro Pais da Maia, O Alferes (alferes-mor de Afonso I de Portugal e Fernando II de Leão) e de Elvira Viegas de Ribadouro, uma das filhas mais novas de Egas Moniz IV de Ribadouro, o célebre aio do primeiro rei de Portugal. Do casamento só resultou descendência feminina, pelo que os bens da família acabaram assim divididos entre as famílias dos seus genros:
- Maria Anes da Maia (m.1279), casou com Gil Martins de Riba de Vizela,[11][12][13]
- Teresa Anes da Maia, casou em 1235 com Fernão Anes de Lima,[12][13] filho de  João Fernandes de Lima o Bom e de Berengária Afonso de Baião,[11]
- Elvira Anes da Maia (m.1258), casou com Rui Gomes de Briteiros.[11][12][13]